# Семёнов, Иван Петрович (генерал-полковник)
Иван Петрович Семенов (1919, Россия — 2003, город Москва) — советский военный деятель, политработник, член Военного Совета — начальник Политуправления Одесского военного округа. Генерал-полковник (16.02.1979). Депутат Верховного Совета УССР 8-9-го созывов. Кандидат в члены ЦК КПУ в 1971 — 1981 г.

## Биография
В 1939 году окончил педагогическое училище и Тамбовский учительский институт, работал заведующим учебной частью средней школы Раненбургского района Рязанской области.
В Красной Армии с 1939 года.
Член ВКП(б) с сентября 1941 года.
Участник Великой Отечественной войны с 1942 года. Служил помощником начальника политического отдела по работе среди комсомольцев 273-й стрелковой дивизии 66-й армии Донского фронта, заместителем командира 444-го полка по политической части 108-й стрелковой дивизии 65-й, 3-й армии 2-го Белорусского фронта.
После войны остался служить на военно-политической работе в Советской Армии.
Окончил Высший военно-педагогический институт имени Калинина. Находился на командных военно-политических должностях в Советской Армии.
Окончил Военно-политическую академию имени Ленина. Служил начальником политического отдела дивизии.
Окончил Военную академию Генерального штаба Вооруженных Сил СССР.
В 1965 — 1967 г. — старший инспектор Главного политического управления Советской армии и ВМФ СССР.
В 1967 — 1969 г. — 1-й заместитель начальника Политического управления Краснознаменного Киевского военного округа.
В сентябре 1969 — мае 1976 г. — член Военного Совета — начальник Политического управления Краснознаменного Одесского военного округа.
Позднее служил начальником политического отдела Военной академии Генерального штаба Вооружённых Сил СССР имени К. Е. Ворошилова.
Затем — в отставке.
Проживал в Москве. Похоронен на Троекуровском кладбище.

## Звания
- генерал-майор (09.05.1961)
- генерал-лейтенант (29.04.1970)
- генерал-полковник (16.02.1979)

## Награды
- орден Ленина (1945)
- ордена Красного Знамени (.09.1944;)
- ордена Красной Звезды (.03.1943;)
- орден Отечественной войны 1-й ст. (26.07.1944)
- орден Отечественной войны 2-й ст. (23.02.1945)
- ордена
- медали